# Giuseppe Cioffi

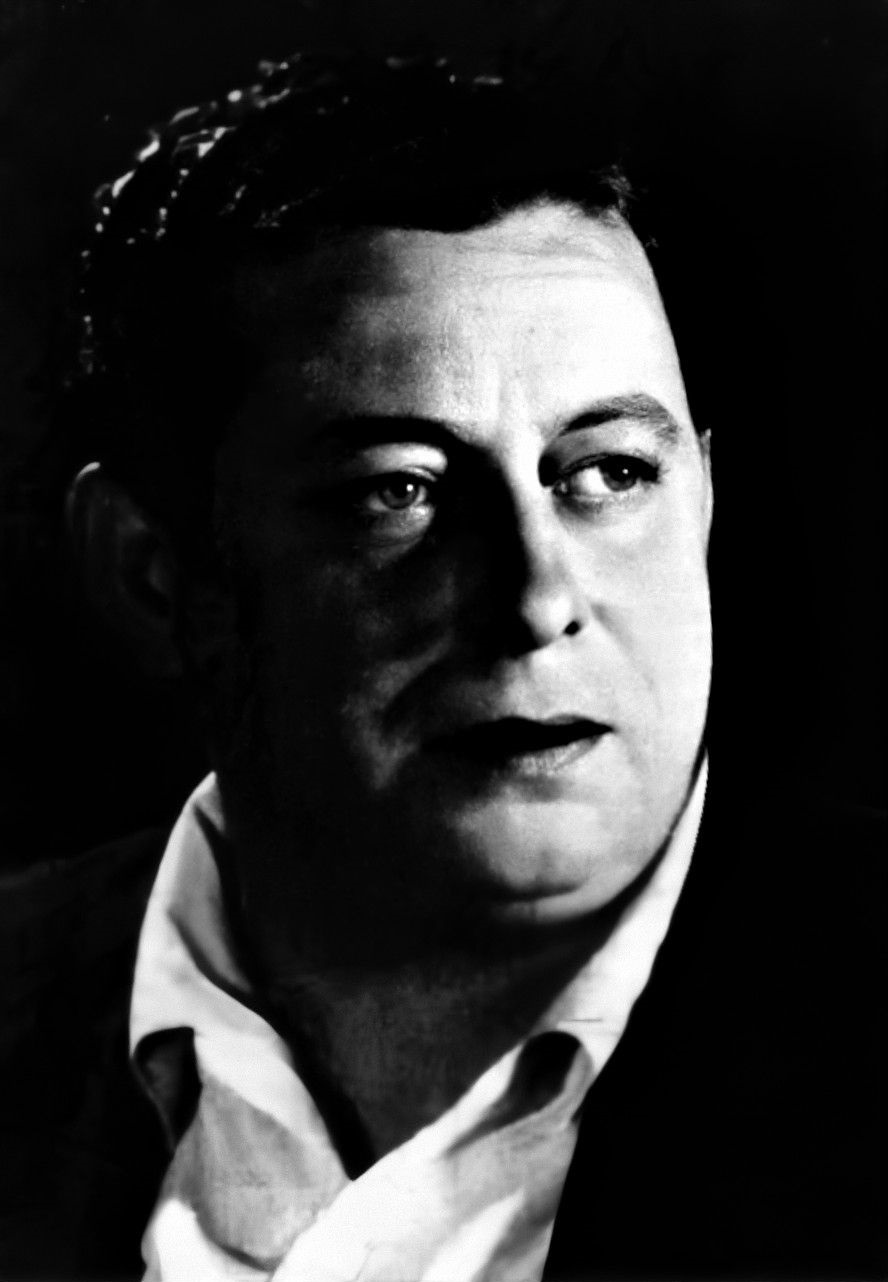
Fotografia di Giuseppe Cioffi

Giuseppe Cioffi (Napoli, 3 novembre 1901 – Napoli, 20 maggio 1976) è stato un compositore e direttore d'orchestra italiano.

## Biografia
Dopo aver studiato musica al Conservatorio di San Pietro a Majella, divenne un assiduo frequentatore, in compagnia del poeta Enzo Fusco, di "periodiche" e circoli, dove ebbe occasione di presentare le sue prime canzoni.
Pubblicò la sua prima canzone, Giacomina o Nanninella?, nel 1923 con La Partenope, poi con altri editori, approdando poi alla Casa Editrice La Canzonetta, presso la quale collaborò, in particolare, con Enzo Bonagura, Cristofaro Letico, Beniamino Canetti, Francesco Fiore e soprattutto, dal 1927, con Gigi Pisano, così formando una delle coppie autoriali più importanti e celebri della canzone e del teatro leggero italiani, con centinaia di creazioni all'attivo, anche interpretate dai nomi più celebri del teatro napoletano, tra i quali è d'obbligo ricordare Nino Taranto e la sua interpretazione di Ciccio Formaggio.
L'attività di Cioffi, però, non si limitò alla sola composizione; con pari energia e competenza, egli affrontò anche le fatiche e le insidie dell'organizzazione di spettacoli musicali ai quali prese parte, inoltre, come direttore d'orchestra.
Tra le note canzoni napoletane delle quali fu autore, si ricordano: L'hai voluto te (1937), Agata (1937), 'Na sera 'e maggio (1938), M'aggia curà (1940), Dove sta Zazà? (1944), Scalinatella (1948) e Aummo aummo (1954).

## Canzoni composte da Giuseppe Cioffi
1923:
- Giacomina o Nanninella? (versi di Cristofaro Letico)

1926:
- Comme se chiamma ammore (versi di Cristofaro Letico)

1927:
- Suldato 'e Napule (versi di Edoardo Nicolardi)

1929:
- Ciao! (versi di Enzo Fusco)
- Cuscritto 'nnammurato (versi di Gigi Pisano)

1931:
- Abbracciato col cuscino (versi di Gigi Pisano): Presentata da Ferdinando Rubino
- Buone cunsiglie (versi di Gigi Pisano)

1932:
- Madonna notte (versi di Enzo Bonagura)

1934:
- Acqua santa (versi di Enzo Bonagura)
- Brava gente (versi di Enzo Bonagura)
- Ciucculatina mia (versi di Gigi Pisano)
- Ventiquattrore (versi di Enzo Bonagura)

1935:
- Tititì-tititì-tititì... (versi di Gigi Pisano)

1936:
- L'hai voluto te (versi di Gigi Pisano)
- Mazza, Pezza e Pizzo (versi di Gigi Pisano)
- Povera santa (versi di Enzo Bonagura)
- Serenata decisiva (versi di Aldo Fabrizi)
- Tre feneste (versi di Gigi Pisano)
- Vecchia ringhiera (versi di Enzo Bonagura)

1937:
- Agata (versi di Gigi Pisano): Presentata da Leo Brandi
- All’imbrunire (versi di Enzo Bonagura)
- I due gemelli (versi di Gigi Pisano)
- Pupazzetti (versi di Gigi Pisano)

1938:
- Comm 'a 'na vota (versi di Giuseppe Coppolecchia)
- Datemi Elisabetta (versi di Gigi Pisano)
- 'Na sera 'e maggio (versi di Gigi Pisano): Presentata da Vittorio Parisi
- 'O chiavino (versi di Gigi Pisano)
- Rea confessa (versi di Gigi Pisano)

1939:
- Pigliatillo... pigliatillo (versi di Gigi Pisano)

1940:
- Ciccio Formaggio (versi di Gigi Pisano): Presentata da Leo Brandi
- M'aggia curà (versi di Gigi Pisano): Presentata da Nino Taranto
- Olga Fornacelli (versi di Gigi Pisano)

1941:
- Tre rose (versi di Gigi Pisano)
- Se il grano potesse parlare (versi di Gigi Pisano)

1942:
- 'N' ora 'e felicità versi di Gigi Pisano)

1943:
- Che malaspina (versi di Enzo Fusco): Incisa da Carlo Buti nel 1945
- Vascio antico (versi di Luigi Cioffi)

1944:
- Dove sta Zazà? (versi di Raffaele Cutolo): Presentata da Aldo Tarantino al Festival di Piedigrotta del 1944

1945:
- Teresin, Teresin, Teresin (versi di Gigi Pisano)
- Tutt' 'e sere (versi di Gigi Pisano)

1946:
- Bona furtuna (versi di Nello De Lutio)
- Fortunato (versi di Gigi Pisano)
- Jammo, Rosì (versi di Gigi Pisano)
- Via nova (versi di Enzo Bonagura)

1947:
- Centenare 'e spine (versi di Nello De Lutio)
- Fatte fa''a foto (versi di Gigi Pisano)
- Il tramviere (versi di Gigi Pisano)
- L'acqua d''a fonte (versi di Gigi Pisano: Presentata da Franco Ricci alla Piedigrotta Pisano-Cioffi del 1947
- Michele Coniglio (versi di Gigi Pisano)

1948:
- 'E rrose parlano (versi di Gigi Pisano)
- Fravula frà (versi di Gigi Pisano)
- Marearena (versi di Luigi Cioffi)
- Ommo 'e niente (versi di Gigi Pisano)
- Scalinatella (versi di Enzo Bonagura)
- Veramente bravo (versi di Gigi Pisano)

1949:
- 'A luna e 'o sole (versi di Gigi Pisano)
- Carcerato (versi di Gigi Pisano): Presentata da Mario Lima al Festival di Piedigrotta del 1949
- Cu tte, Marì (versi di Luigi Cioffi)
- Fatte pittà (versi di Gigi Pisano)
- La manicurista (versi di Gigi Pisano)
- 'O ciucciariello (versi di Luigi Cioffi)
- Pizzeche e vase (versi di Luigi Cioffi)
- Pusilleco 'nsentimento (versi di Nello De Lutio)

1950:
- Bammenella d''o mercato (versi di Gigi Pisano)
- Ddoje zingare (versi di Domenico Furnò)
- E non sta bene (versi di Gigi Pisano)
- Marescuro (versi di Luigi Cioffi): Presentata al Festival di Piedigrotta del 1950
- Martellacore (versi di Luigi Cioffi)
- Mo te voglio bene (versi di Gigi Pisano)
- 'Nfama e busciarda (versi di Gigi Pisano)
- Russetto (versi di Luigi Cioffi)
- Santa Lucia si tu (versi di Nello De Lutio)

1951:
- Chella busciarda (versi di Luigi Cioffi)
- Margellina 'nnammurata (versi di Nello De Lutio)
- 'O viulino d''o core (versi di Luigi Cioffi)
- Oj lloco oj (versi di Gigi Pisano)
- Povero cafunciello (versi di Luigi Cioffi)
- Sotto 'o sole (versi di Luigi Cioffi)
- Quanno stongo cu tte (versi di Luigi Cioffi)

1952:
- A chi vulite bene (versi di Gigi Pisano): Presentata alla Piedigrotta La Canzonetta del 1952
- 'A rossa (versi di Luigi Cioffi): Presentata al Festival di Piedigrotta del 1952
- Lettera napulitana (versi di Gigi Pisano): Presentata da Franco Ricci e Achille Togliani al primo Festival di Napoli, nel 1952
- 'Nnammurato sfurtunato (versi di Luigi Cioffi)
- 'O ramariello (versi di Luigi Cioffi)
- Quattro passe pe' Tuledo (versi di Nello De Lutio)
- Sciasciarella (versi di Gigi Pisano)
- Suonno... suonno (versi di Luigi Cioffi)
- Vasammoce 'na vota (versi di Luigi Cioffi)
- Vuttate 'e mmane (versi di Enzo Bonagura)

1953:
- 'A luciana (versi di Luigi Cioffi): Presentata al Festival di Piedigrotta del 1953
- Autunno senza 'e te (versi di Nino D'Alessio): Presentata alla Piedigrotta Cioffi del 1953
- Chitarrella chitarrè (versi di Luigi Cioffi)
- Core 'e Sapunariello (versi di Luigi Cioffi)
- 'E surdatielle (versi di Luigi Cioffi)
- Filucciello e Cannetella (versi di Arturo Gigliati)
- Maletiempo (versi di Luigi Cioffi): Presentata al Festival di Piedigrotta del 1953
- Ncopp' 'e Camaldule (versi di Nello De Lutio)
- Si turnasse (versi di Orecchio): Presentata al Festival di Piedigrotta del 1953
- Signor presidente (versi di Luigi Cioffi)
- Torna dimane (versi di Luigi Cioffi)

1954:
- 'A strada d''e suonne (versi di Giuseppe Carullo): Presentata al Festival di Piedigrotta del 1954
- 'A zè maesta (versi di Luigi Cioffi): Presentata al Festival di Piedigrotta del 1954
- Accattateve 'e viole (versi di Luigi Cioffi)
- Aummo aummo (versi di Luigi Cioffi)
- Comme s'aspetta 'o sole (versi di Nino D’Alessio): Presentata al Festival di Piedigrotta del 1954
- È stato Marechiaro (versi di Nello De Lutio): Presentata da Sergio Bruni al Festival di Piedigrotta del 1954
- 'O maruzzaro (versi di Luigi Cioffi)
- 'O scarpariello (versi di Luigi Cioffi)
- Paisiello (versi di Luigi Cioffi)
- Ruota 'e fuoco e faccia 'e neve (versi di Luigi Cioffi): Presentata da Antonio Basurto e Gino Latilla al secondo Festival di Napoli, nel 1954
- Vocca pittata (versi di Luigi Cioffi)

1955:
- 'A banderella 'e carta (versi Gigi Pisano): Presentata al Festival di Piedigrotta del 1955
- Carrettella (versi di Luigi Cioffi)
- Lacreme 'e primmavera (versi di Nino D'Alessio)
- Ll'urdemo zampugnaro (versi di Luigi Cioffi)
- Luna janca (versi di Luigi Cioffi): Presentata da Maria Paris e Achille Togliani al terzo Festival di Napoli, nel 1955
- Luna lunella (versi di Luigi Cioffi)
- 'O nfinfero (versi di Luigi Cioffi): Presentata al Festival di Piedigrotta del 1955
- 'O sole giallo (versi di Luigi Cioffi)
- Si me scordo 'e te (versi di Luigi Cioffi)
- Sulamente chella (versi di Luigi Cioffi)

1956:
- 'A pazzarella (versi di Luigi Cioffi)
- 'A rivultella (versi di Luigi Cioffi)
- È arrivato pachialone (versi di Luigi Cioffi): Presentata al Festival di Piedigrotta del 1956
- Napule e Gennarino (versi di Luigi Cioffi): Presentata da Isa Landi al Festival di Piedigrotta del 1956
- 'O giravite (versi di Luigi Cioffi): Presentata al Festival di Piedigrotta del 1956
- 'O smaniusiello (versi di Luigi Cioffi)
- Sette 'e denare (versi di Luigi Cioffi)
- Stornelli napoletani (versi di Luigi Cioffi)
- Sole carcerato (versi di Luigi Cioffi)
- Suspiratella (versi di Luigi Cioffi)

1957:
- 'A ciaciona (versi di Luigi Cioffi): Presentata al Festival di Piedigrotta del 1957
- Chella teneva 'o pepe (versi di Luigi Cioffi)
- 'E rrose 'e mamma mia (versi di Luigi Cioffi)
- Io quanno dico sette (versi di Luigi Cioffi): Presentata al Festival di Piedigrotta del 1957
- Giangiacomomaria (versi di Raffaele Cutolo)
- Trapanarella (versi di Luigi Cioffi)

1958:
- Addò starrà? (versi di Luigi Cioffi)
- E bonasera (versi di Luigi Cioffi)
- Frennesia (versi di Luigi Cioffi)
- 'Na carruzzella (versi di Luigi Cioffi): Presentata al Festival di Piedigrotta del 1958
- 'O lucianiello (versi di Luigi Cioffi)
- 'O palluncino (versi di Luigi Cioffi): Presentata da Nino Taranto e Gloria Christian in coppia con Antonio Basurto sesto Festival di Napoli, nel 1958

1961:
- È napulitana! (versi di Nello De Lutio): Presentata da Mario Trevi e Giuseppe Negroni al Giugno della Canzone Napoletana, nel 1961

1965:
- E te lassaie (versi di De Como): Presentata da Luciano Virgili e Pino Mauro al tredicesimo Festival di Napoli, nel 1965

1966:
- Te chiammavo fortuna (versi di Nello De Lutio): Presentata da Nunzio Gallo e Nino Fiore al quattordicesimo Festival di Napoli, nel 1966

1967:
- Tu, core mio (versi di Nello De Lutio): Presentata da Nino Fiore e Alberto Roscani al quindicesimo Festival di Napoli, nel 1967